# Jean-Pierre Manau
Jean-Pierre Manau (1822-1908) est un avocat et homme politique français qui, devenu procureur général de la Cour de cassation, s'est illustré dans l'affaire Dreyfus. 

## Biographie
Fils d'un maître verrier, il est né le 18 août 1822 à Moissac (Tarn-et-Garonne). Licencié en droit en avril 1842, docteur en droit à la Faculté de Toulouse en septembre 1844, il choisit Paris pour exercer le métier d'avocat.
Ledru-Rollin le choisit comme secrétaire au ministère de l'Intérieur après la révolution de 1848. Les évènements politiques de l'époque le font revenir en Tarn-et-Garonne où il se présente aux élections législatives sans succès. Il s'inscrit au barreau de Montauban pour reprendre son activité d'avocat. Mais les idées républicaines et démocratiques qu'il affiche en tant que chef du parti républicain de son département, le font emprisonné après le coup d'État de Napoléon III du 8 décembre 1851. Condamné à l'exil, il s'établit à Bruxelles puis à Londres, avant d'être autorisé en 1855 à revenir à Montauban où il reprend sa robe d'avocat.
Lorsque survient la guerre de 1870-1871, il est nommé président de la commission départementale de Haute-Garonne et à ce titre, il remplit les fonctions de préfet. Nommé avocat général à Toulouse en 1870, puis procureur général dans cette même ville fin, il revient ensuite à Paris pour devenir vice-président du tribunal de la Seine avant d'intégrer la Cour de cassation en 1882 comme Conseiller, puis Président de chambre en 1892 et enfin Procureur général en 1893.
Il est fait Chevalier de la Légion d'honneur en 1880, Officier en 1885, puis Commandeur en 1897.
Il meurt à Vernon dans l'Eure le 3 février 1908.

## Affaire Dreyfus
Il intervient dans l'affaire Dreyfus dans deux épisodes: d'abord en requérant la cassation du procès Zola puis comme ministère public dans la procédure de révision.
Dans le procès Zola, il requiert la cassation, prononcée en avril 1898, de la première condamnation de l'écrivain par la cour d'assises de Paris.
Le 31 mai 1899, il requiert la cassation du jugement de condamnation d'Alfred Dreyfus, rendu en décembre 1894 par le conseil de guerre de Paris.